# Willem Reedijk
Willem (Wim) Reedijk (Rotterdam,19 september 1917 – Bandazee, 23 juni 1944) was een Nederlandse officier-zeewaarnemer bij de Koninklijke Marine tijdens de Tweede Wereldoorlog. 

## Levensloop
Willem Reedijk werd geboren in Rotterdam, als zoon van slager Isaäc Cornelis Reedijk en Maria Elizabeth van Balen. Hij was lid van Scouting in Rotterdam en voortrekker van groep 21, De Ketting. In 1934 slaagde hij voor zijn eindexamen aan de tweede HBS Hofstedestraat. In 1937 vertrok hij naar Nederlands-Indië. 
Ook in Indië was Reedijk betrokken bij Scouting. In 1938 werd hij geïnstalleerd als vaandrig van een nieuwe verkennersgroep in Semarang.

### Tweede Wereldoorlog
Reedijk verbleef in Soerabaja, toen hij in februari 1942 in ondertrouw ging. Acht dagen later moest het stel echter berichten dat het huwelijk voorlopig werd uitgesteld vanwege "bijzondere omstandigheden". Japan stond op het punt om Nederlands-Indië te bezetten. 
Hij vluchtte per boot naar Australië, waar hij werd opgeleid en onderdeel was van het No. 18 (Netherlands East Indies) Squadron. Zijn rang was officier-zeewaarnemer der 3e klasse KMR TV. 
Reedijk overleed in juni 1944 tijdens een oorlogspatrouille, toen bommenwerper B-25D-25 Mitchell N5-162 boven Tioor in de Bandazee werd neergeschoten. De Mitchell werd geraakt door een Japans luchtdoelgeschut. Het toestel explodeerde en viel in zee. Reedijk was aan boord als schutter. Ook de andere bemanningsleden, onder wie de squadroncommandant luitenant-kolonel E.J.G. te Roller, kwamen om.

## Eerbetoon
- Zijn naam staat vermeld op de Erelijst van Gevallenen 1940-1945.[13]
- Zijn naam staat vermeld op het oorlogsmonument op het Ereveld Kembang Kuning in Surabaya.[14]
- Zijn naam staat vermeld op de gedenkrol van de Traditiekamer Marineluchtvaartdienst.[10]